# Башня-руина (Царицыно)
Башня-руина — искусственная руина на территории музея-заповедника Царицыно в Москве, имитирующая полуразрушенную средневековую башню с примыкающими к ней участками стен. Построена в 1804 году по проекту архитектора И. В. Еготова. Ранее венчалась бельведером; в настоящее время на вершине находится смотровая площадка.

## История
Долгое время считалось, что башня-руина относится к тому времени, когда созданием царицынского ансамбля руководил В. И. Баженов: так, в 1988 году царицынский архитектор-реставратор К. И. Минеева писала, что «прелестную башенку в виде руины» поставил или сам Баженов, или «безвестный умелец с согласия зодчего», придав рощице романтический вид, «достойный кисти Гюбера Робера». Существовала легенда, связывавшая её появление с историей авантюристки, вошедшей в историю как княжна Тараканова: якобы когда граф Орлов ездил за княжной в Италию, с ним на корабле был некий художник, делавший зарисовки руин на Ионических островах. Впоследствии его рисунки увидела Екатерина II и повелела возвести в Царицыне руину с бельведером по одному из них. Однако в действительности башня-руина была построена позднее, в начале XIX века.
К этому времени Царицыно пребывало в запустении; сады и постройки постепенно приходили в упадок. В 1803 году начались работы по возрождению усадьбы, целью которых было её превращение в доходное хозяйство и место отдыха москвичей. Руководство работами осуществляла так называемая Экспедиция кремлёвского строения (ЭКС) во главе с П. С. Валуевым. Одним из главных направлений её деятельности стало благоустройство Английского сада, созданного в конце XVIII века при Екатерине II: расчищалась территория, высаживались деревья, создавалось архитектурное оформление. В период с 1803 по 1813 год появилось большинство построек, сформировавших основной комплекс Царицынского парка; их проекты создавали архитекторы ЭКС под руководством И. В. Еготова.
К этому времени относится и башня-руина, построенная по проекту Еготова в 1804 году. Её появление связывают с романтической модой конца XVIII — начала XIX века на искусственные руины, имитировавшие древние развалины. Царицынский парк в то время планировался именно как романтический пейзажный парк, предназначенный для неспешных прогулок и любования видами; башня-руина, наряду с многочисленными беседками и скульптурами, стала одним из наиболее характерных воплощений духа романтизма. Изначально башню венчала беседка-бельведер с четырьмя колоннами, впоследствии утраченная; наверх можно было подняться по ступеням, идущим по гребню северной стены. Известно, что подножие башни было декорировано разноцветными мхами, что должно было усилить иллюзию подлинности. У подножия находился подземный грот, остатки которого сохранялись вплоть до середины XX века. Композиция в целом объединяла группу небольших руин, расположенных на склонах берегов, и была рассчитана на обзор как снизу, с воды, так и сверху, с парковых террас.
Во второй половине XIX века, когда Царицыно стало популярным местом досуга москвичей, башня-руина получила прозвание «Чёртова лестница» и «Чёртова гора»: на неё было легко взобраться и трудно спуститься, так как лестница имела ступени разной высоты и пребывала в полуразрушенном состоянии. Газеты писали о травмах, полученных любителями приключений; так, «Московский листок» 1884 года сообщал:
«Голова кружится, когда войдешь на эту „чертову гору“, а спуститься — положительно подвиг. Уже не один охотник до сильных ощущений поплатился увечьем на этой лестнице. Взвоет иная купчиха, глядя, как её благоверный „в сильных градусах“ взбирается на „чертову гору“ и балансирует руками».
К концу XIX века башня-руина обветшала, лишившись почти всех лестничных ступеней и нескольких участков стен; были утрачены бельведер и ряд карнизных камней башни. В XX веке её использовали для тренировок альпинисты (как новички, осваивавшие технику скалолазания, так и опытные, поднимавшиеся и спускавшиеся без страховки), что нанесло памятнику дополнительный ущерб.
В 2006—2007 годах была проведена реставрация башни, во время которой лестница обрела перила; однако беседку-бельведер восстановить не удалось. Вместо неё на вершине была создана смотровая площадка.

## Описание
Башня-руина находится в юго-западной части пейзажного парка; она стоит на холме в месте излучины Верхнего Царицынского пруда, замыкая Несторову аллею на её повороте к Большому проспекту, в сторону которого развёрнуты примыкающие к ней фрагменты стены. Башня расположена в отдалении от дворца; изначально предполагалось, что прогуливающиеся должны обнаружить эту «загадочную древность» случайным образом, блуждая по причудливо переплетённым дорожкам. В настоящее время к башне ведут указатели; в частности, к ней можно дойти от павильона «Миловида» по «Глухому проспекту» или по «Утренней дорожке».
Сооружение представляет собой имитацию полуразрушенной средневековой башни с примыкающими к ней участками крепостных стен. Квадратная в плане двусветная башня со стрельчатым дверным проёмом сложена из грубого дикого камня со вставками из красного кирпича и резными белокаменными деталями, призванными создать иллюзию «древности»; завершение выполнено в виде парапета с машикулями. По обеим сторонам, с севера и с востока, к ней примыкают под прямым углом дугообразные фрагменты стены, напоминающей остатки старинной крепости. Северный участок постепенно понижается от башни до земли; в более высокой его части прорезана широкая арка, в более низкой — узкий лаз; по его гребню наверх ведёт открытая лестница. Восточный фрагмент менее протяжён и, завершаясь небольшой вертикальной колонной, придаёт композиции живописную асимметрию.
Входом в башню является расположенная на западном фасаде арка, над которой расположено арочное окно с небольшими овальными проёмами по сторонам. Изнутри стены башни и свод выложены в кирпиче на известковом растворе. На вершине, куда можно подняться по лестнице, оборудована смотровая площадка. В то же время, хотя башня расположена относительно близко к берегу Верхнего пруда, вид на него полностью закрывают деревья.

## Комментарии
1. ↑  Так, в «Опытах изучения русских древностей и истории» И. Е. Забелина башня описывается следующим образом: «Руина из разного камня, внизу убрана разного цвета мохом и на столбе деревянном дикого камня круглый стол»[15].